# Aller (Somerset)
Pour les articles homonymes, voir Aller.
Aller est un village et une paroisse civile du Somerset, en Angleterre. Il est situé dans le centre du comté, à 8 kilomètres à l'ouest de la ville de Somerton. La Parrett coule au sud et à l'ouest du village. Administrativement, il relève du district non métropolitain du South Somerset.

## Toponymie
Aller est un nom d'origine vieil-anglaise, attesté sous la forme Alre à la fin du IXe siècle. Il fait référence à un endroit où poussent des aulnes (alor). Dans le Domesday Book, compilé en 1086, le village s'appelle également Alre.

## Histoire
La Vie du roi Alfred composée vers 893 par le moine gallois Asser rapporte qu'en 878, le chef viking Guthrum, vaincu par le roi anglais Alfred le Grand, se rend dans la résidence royale d'Aller pour y recevoir le baptême.
D'après le Domesday Book, le manoir d'Aller appartient en 1086 au baron anglo-normand Raoul de Limésy. Le village compte alors 19 habitants et son revenu annuel est estimé à 6 livres. Vingt ans plus tôt, avant la conquête normande de l'Angleterre, il était la propriété d'un certain Wulfward. Le manoir reste dans la famille de Limesy jusqu'en 1193, puis passe par mariage à la famille de Odingselles.

## Démographie
Au recensement de 2011, la paroisse civile d'Aller comptait 410 habitants.
| 1801 | 1811 | 1821 | 1831 | 1841 | 1851 | 1881 |
| ---- | ---- | ---- | ---- | ---- | ---- | ---- |
| 389  | 409  | 454  | 490  | 559  | 552  | 473  |

| 1891 | 1901 | 1911 | 1921 | 1931 | 1951 | 1961 |
| ---- | ---- | ---- | ---- | ---- | ---- | ---- |
| 444  | 384  | 347  | 386  | 348  | 333  | 339  |

| 1971 | 1981 | 1991 | 2001 | 2011 | - | - |
| ---- | ---- | ---- | ---- | ---- | - | - |
| ?    | ?    | ?    | ?    | 410  | - | - |

## Culture locale et patrimoine

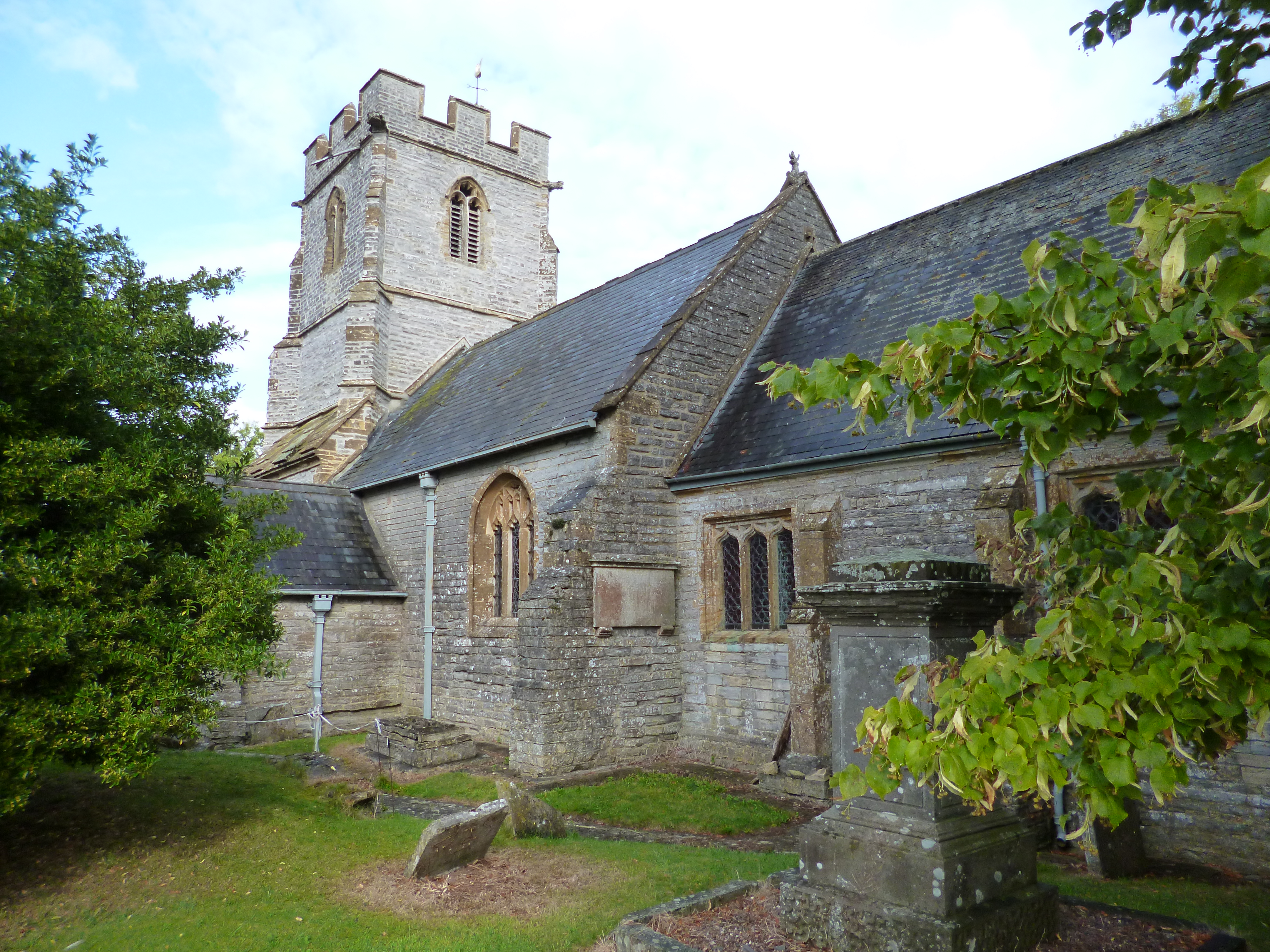
L'.

L'église paroissiale d'Aller (en) est dédiée à saint André. Le bâtiment remonte à la période anglo-saxonne, avec des travaux supplémentaires du XIIe au XVe siècle. Elle est restaurée en 1861-1862 par l'architecte John Norton (en) et constitue un monument classé de grade II* depuis 1959.
Aller est le village natal du philosophe Ralph Cudworth (1617-1688).